# Ligidium assimile
Ligidium assimile is een pissebed uit de familie Ligiidae. De wetenschappelijke naam van de soort is voor het eerst geldig gepubliceerd in 1971 door Strouhal.